# 田辺寿利
田辺 寿利（たなべ すけとし（または「じゅり」）、1894年3月15日 - 1962年1月25日）は、日本の社会学者。

## 経歴
北海道釧路市出身。1921年東京帝国大学社会学科選科中退。建部遯吾に師事。1927年に尾高豊作・尾高朝雄兄弟により設立され、大塚金之助が所長に就任した東京社会科学研究所の常務理事となる。日本大学講師などを経て、38年モンゴル・蒙疆学院副院長。戦後は東洋大学・東北大学・金沢大学各教授などを務めた。フランス社会学、特にオーギュスト・コントとデュルケームの研究・紹介に尽くした。また、言語社会学研究の分野においても先駆的な役割を果たした。主著に『言語社会学叙説』（1943年）、『フランス社会学成立史』（1965年）、訳書にデュルケーム『社会学的方法の規準』（1942年）など。弟に煙突男（田辺潔）がいる。

## 著書
- フランス社会学史研究 刀江書院 1931
- コント実証哲学 岩波書店 1935 大思想文庫
- 言語社会学 時潮社 1936
- 言語社会学叙説 日光書院 1943
- コンドルセとその時代 フランス革命の思想的背景 国立書院 1948
- フランス社会学成立史 有隣堂出版 1965
- 田辺寿利著作集 第1巻 (フランス社会学成立史) 未来社 1979.11
- 田辺寿利著作集 第4巻 (言語社会学) 未来社 1981.5
- 田辺寿利著作集 第2巻 (コンドルセとコント) 未来社 1982.7
- 田辺寿利著作集 第3巻 (デュルケム社会学研究) 未来社 1988.7
- 田辺寿利著作集 第5巻 蔵内数太ほか監修 未来社 2001.11

## 共編著
- 満蒙行政瑣談 金井章次著 田辺編. 創元社 1943
- 社会学大系 全15巻 国立書院・社会学大系刊行会 1948-1955

## 翻訳
- 発成的社会学 有史以前の思想及び社会生活に関する論文 フランツエスコ・コセンチニ 社会学研究会 1922 社会学叢書
- 社会学の本質 ルネ・ウオルムス 東条書店 1923
- 未来史の断片 タルド 不及社 1925 社会学研究叢書
- 社会学研究法 エミール・デュルケム 刀江書院 1928
- 社会的分業論 第1分冊 デュルケム 森山書店 1932
- 教育と社会学 デュルケム著 フォコンネ編 登文社書店 1934
- 実証的精神論 コント 1938 岩波文庫
- 社会学的方法の規準 エミル・デュルケム 創元社 1942 哲学叢書
- 社会学概論 第1部 (社会哲学) レスタア・フランク・ウォオド 野村書店 1946

## 参考
- 日本人名大辞典+Plus（kotobank）
- 朝日新聞社「現代日本朝日人物事典」